# 万有引力之虹
《万有引力之虹》（英語：Gravity's Rainbow）是美國作家托马斯·品钦所著的后现代主义史诗小说，初版于1973年2月28日。
《万有引力之虹》属于越界小说的范畴——这不仅是因为它质疑并颠倒社会对于异常和丑恶的标准，还是因为它打破了，或者说越过了西方文化和理性之间、密不透风的封闭界限。小说经常颠覆剧情、角色发展等传统要素，而且穿插了许多学科中详尽而专业的知识。
此书是品钦献给他大学同学理查德·法里纳（1966年在一场车祸中丧生）的作品。

## 故事
故事情节主要设定在二战后的欧洲，故事以德国军队设计、生产和调度V2火箭的过程，以及几个角色揭开装在火箭上那神秘的“黑色装置”（德語：Schwarzgerät）背后隐藏的秘密为主线。

## 作品结构
全书分为4部分：

## 情节概述

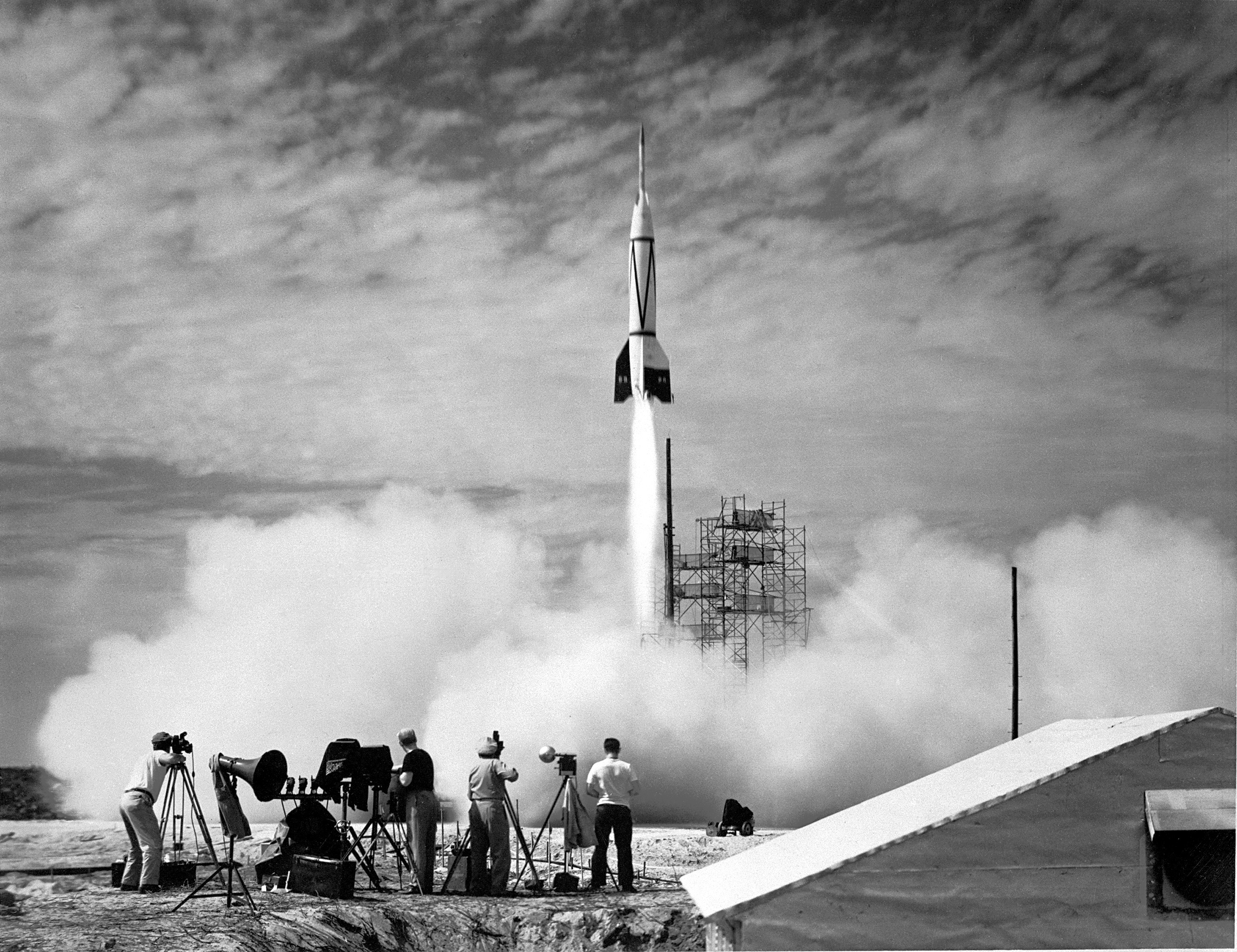
一支V-2火箭正在点火

《万有引力之虹》剧情复杂，包含了超过400位角色，涉及许多条错综复杂、相互交织在一起的叙事线。其中不断重复的主题有：V2火箭、自由意志和加尔文派预定论的相互影响、自然循环的破坏、行为心理学、性、偏执狂和阴谋论。同时，由于品钦在为波音公司任职，为波马克导弹计划的辅助单位编辑新闻通信，他很可能从波音的档案馆中馆存中借用了大量关于V2火箭的历史文档，用于创作之中。小说通过许多不同人物来叙述，这一技巧在品钦许久之后的小说《抵抗白昼》中得到进一步的发展。不同叙事者的风格和语气区别很大：有的使用非常通俗的语气，有的自我指涉的意味比较浓，有的甚至打破了第四道墙，更有甚者甚至以意识流风格来叙事。

## 評價
小说的创新精神和复杂性备受称赞，但也引来一些批评。1974年，3名普利策小说奖评审团评委支持《万有引力之虹》获奖，但另外由11人组成的委员会推翻这个决定。小说曾被提名1973年星云奖，并于1974赢得美国国家图书奖。自出版之日起，《万有引力之虹》引来巨量的文艺评论，当中包括2名读者的阅读指南以及数个网上索引。此书经常被引为品钦的代表作。
《时代杂志》选出1923至2005年间最优秀的100本英语小说，《万有引力之虹》名列其中。许多评论家认为它是有史以来最伟大的美国小说之一。